# Vladimír Soukup (spisovatel)
Vladimír Soukup (* 20. dubna 1949 Letohrad) je český spisovatel a žurnalista. Vystudoval Fakultu žurnalistiky na Karlově univerzitě v Praze a následně se mezi roky 1972 až 1990 stal redaktorem (a posléze dokonce zástupcem šéfredaktora) ve Večerníku Praha. Pak toto periodikum opustil a na následující dva roky (do 1992) přešel do Svobodného slova. Posléze se s Petrem Davidem stali spolumajiteli nakladatelství a vydavatelství S&D.

## Dílo
Soukup je autorem turistických průvodců.
Příklady děl:
- DAVID, Petr; SOUKUP, Vladimír. 1111 památek a zajímavostí Prahy. 1. vyd. Praha: Soukup & David, 2001. 350 s. ISBN 80-7011-612-9.
- DAVID, Petr; SOUKUP, Vladimír. 999 turistických zajímavostí České republiky. 1. vyd. Praha: Soukup & David, 2001. 392 s. ISBN 80-7011-656-0.
- DAVID, Petr; SOUKUP, Vladimír. 888 hradů, zámků, tvrzí České republiky. 1. vyd. Praha: Soukup & David, 2002. 335 s. ISBN 80-7011-709-5.
- DAVID, Petr; SOUKUP, Vladimír. 777 kostelů, klášterů, kaplí České republiky. 1. vyd. Praha: Soukup & David, 2002. 308 s. ISBN 80-7011-708-7.
- DAVID, Petr; SOUKUP, Vladimír. 666 přírodních krás České republiky. 1. vyd. Praha: Soukup & David, 2003. 224 s. ISBN 80-7011-717-6.
- DAVID, Petr; SOUKUP, Vladimír. 555 památek lidové architektury České republiky. 1. vyd. Praha: Soukup & David, 2000. 184 s. ISBN 80-7011-674-9.
- DAVID, Petr; SOUKUP, Vladimír. 444 historických měst a městeček České republiky. 1. vyd. Praha: Soukup & David, 2004. 224 s. ISBN 80-7011-741-9.
- DAVID, Petr; SOUKUP, Vladimír. 333 památných míst České republiky. 1. vyd. Praha: Soukup & David, 2004. 191 s. ISBN 80-7011-777-X.
- DAVID, Petr; SOUKUP, Vladimír. 222 technických skvostů České republiky. 1. vyd. Praha: Kartografie, 2005. 144 s. ISBN 80-7011-867-9.
- Skvosty Prahy (2004)
- Skvosty lázní (2005)
- série Velká turistická encyklopedie (2007–2011)
- série Průvodce po Čechách, Moravě a Slezsku
- 1000 divů Česka (2008)
- Nejkrásnější výlety vlakem (2014)
- Nejkrásnější výlety autem (2014)